# اتصال متواز

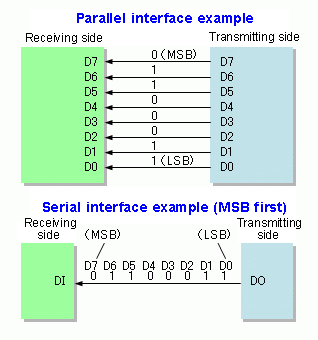
الاتصالات المتوازية في مقابل الاتصالات المتسلسلة

في مجال نقل البيانات، تعرف الاتصالات المتوازية بأنها طريقة لنقل عدد من البتات الثنائية في نفس الوقت، بخلاف الاتصالات المتسلسلة حيث ينقل بت واحد في وحدة الزمن. وهذا الاختلاف هو أحد الخصائص التي يمكن بها وصف خطوط نقل البيانات.
تختلف الاتصالات المتوازية مع الاتصالات المتسلسلة في عدد الموصلات الكهربائية المستخدمة في نقل البتات في الطبقة المادية. إذ يعني الاتصال المتوازي استخدام أكثر من موصل. في قناة 8-بت متوازية، ستُنقل 8 بتات في نفس الوقت، بينما ستنقل قناة متسلسلة بتًا واحدًا. إذا كانت القناتان تعملان بنفس سرعة الساعة، فإن القناة المتوازية تصبح أسرع 8 مرات. القناة المتوازية كما القناة المتسلسلة قد تتضمن موصلات أخرى مثل وصلة لنقل نبضات الساعة المستخدمة في التحكم في تدفق البتات، ووصلة للتحكم في اتجاه نقل البيانات وإشارات ضبط الاتصال.
استخدمت الاتصالات المتوازية ولا تزال تستخدم في الدارات المتكاملة وناقلات الملحقات وأجهزة الذاكرة مثل ذاكرة الوصول العشوائي. لكن نظم نواقل الحواسيب تطورت على مدار الزمن: كانت الاتصالات المتوازية شائعة في النظم القديمة، إلى أن أصبحت الاتصالات المتسلسلة أكثر شيوعًا في النظم المعاصرة.